# CF Pachuca
Club de Fútbol Pachuca, kortweg CF Pachuca, is een Mexicaanse voetbalclub uit Pachuca. De club is opgericht in 1901 en het is hiermee de oudste voetbalclub van Mexico. Thuisstadion is het Estadio Hidalgo, dat 25.000 plaatsen telt.
De Nederlander Hans Westerhof was technisch directeur van de club. CF Pachuca is de enige Mexicaanse club ooit die een Zuid-Amerikaanse clubprijs wist te winnen; de CONMEBOL Sudamericana. Tevens won het zesmaal de belangrijkste Noord-Amerikaanse clubprijs; de CONCACAF Champions Cup / CONCACAF Champions League en verloor nog nooit een gespeelde finale van dit toernooi. In augustus 2022 maakte de club een samenwerkingsverband bekend met Ajax, gericht op de opleiding van jeugdspelers.

## Erelijst
Nationaal
- Primera División / Liga MX: Invierno 1999, Invierno 2001, Apertura 2003, Clausura 2006, Clausura 2007,  Clausura 2016, Apertura 2022
- Liga de Ascenso: 1996, Invierno 1997
- Segunda División: 1967, 1992
- Campeón de Ascenso: Final de Ascenso 1998
- Copa Tower: 1908, 1912
- Copa Segunda División de México: 1966
- Segunda División B de México: 1988

Internationaal
- FIFA Derby of the Americas: 2024
- FIFA Challenger Cup: 2024
- CONCACAF Champions Cup / CONCACAF Champions League: 2002, 2007, 2008, 2010, 2017, 2024
- CONMEBOL Sudamericana: 2006
- North American SuperLiga: 2007

## Bekende (oud-)spelers
- Juan Arango
- Pablo Batalla
- Jared Borgetti
- Nelson Cuevas
- Darío Cvitanich
- Paulo da Silva
- Omar González
- Érick Gutiérrez
- Héctor Herrera
- Oussama Idrissi
- Ildefons Lima
- Hirving Lozano
- Hernán Medford
- Aquivaldo Mosquera
- Richard Núñez
- José Salomón Rondón
- Manuel Vidrio